# Клеванський район
Кле́ванський район — колишнє адміністративне утворення у складі Рівненської області Української РСР.

## Історія
Указом Президії Верховної Ради Української РСР від 17 січня 1940 року в Ровенській області утворюються 30 районів, серед них — Клеванський з Ґміни Клевань Ровенського повіту. В роки Другої світової війни «Район Клевань» (нім. Rayon Klewan) входив до Рівненського ґебіту (нім. Kreisgebiet Rowno) Райхскомісаріату Україна. У Клеванській районній управі, яка розмістилася у старому панському маєтку, було 11 секцій. В першій половині 1944 року відновлено довоєнний адміністративний поділ області.
За даними районного відділу МДБ станом на квітень 1948 року з району було виселено 84 родини «бандпособників» і націоналістів. У 1950 році почалася нова кампанія з виключення з колгоспів «бандпособницьких» родин, станом на 20 червня 1950 року в Клеванському районі було виключено 50 родин (такі виключені родини надалі підлягали виселенню за межі УРСР).
При ліквідації Указом Президії ВР УРСР від 21 січня 1959 року 11 районів Ровенської області до Клеванського району приєднана частина ліквідованого Олександрійського району.
Указом Президії ВР УРСР від 30 грудня 1962 року «Про укрупнення сільських районів Української РСР» район ліквідується, його територія включена до складу Ровенського.

## Населення
За переписом УРСР 1959 року чисельність населення району становила 32 572 особи, з них — 14 845 чоловіків та 17 727 жінок.